# Uebelinia scottii
Uebelinia scottii är en nejlikväxtart som beskrevs av William Bertram Turrill. Uebelinia scottii ingår i släktet Uebelinia och familjen nejlikväxter. Inga underarter finns listade i Catalogue of Life.